# Ol'ga Sljusareva
Ol'ga Anatol'evna Sljusareva (in russo Ольга Анатольевна Слюсарева?; Charkiv, 28 aprile 1969) è un'ex pistard e ciclista su strada sovietica, poi russa.
Attiva a livello Elite dal 1988 al 2009, ottenne i principali risultati su pista, vincendo il titolo olimpico della corsa a punti ad Atene 2004, sei titoli mondiali tra il 2001 e il 2005 (quattro nella corsa a punti e due nello scratch) e quindici prove di Coppa del mondo. Su strada si distinse invece come velocista, aggiudicandosi cinque tappe al Giro d'Italia e la medaglia di bronzo in linea ad Atene 2004.

## Palmarès

### Pista
- 1988

Campionati sovietici, Corsa a punti
- 1993

tappa Coppa del mondo, Velocità (Copenaghen)
- 1994

tappa Coppa del mondo, Corsa a punti (Bassano del Grappa)
- 1996

tappa Coppa del mondo, Velocità (L'Avana)
tappa Coppa del mondo, 500 m (L'Avana)
Campionati europei, Omnium endurance
- 1998

Campionati europei, Omnium endurance
- 1999

tappa Coppa del mondo, Corsa a punti (Frisco)
Campionati europei, Omnium endurance
- 2000

tappa Coppa del mondo, Corsa a punti (Torino)
- 2001

tappa Coppa del mondo, Inseguimento (Pordenone)
tappa Coppa del mondo, Corsa a punti (Pordenone)
Campionati europei, Omnium endurance
Campionati del mondo, Corsa a punti (Anversa)
- 2002

tappa Coppa del mondo, Scratch (Mosca)
tappa Coppa del mondo, Corsa a punti (Mosca)
Campionati europei, Omnium endurance
Campionati del mondo, Corsa a punti (Copenaghen)
- 2003

tappa Coppa del mondo, Corsa a punti (Mosca)
Campionati del mondo, Corsa a punti (Stoccarda)
Campionati del mondo, Scratch (Stoccarda)
Campionati europei, Omnium endurance
- 2004

tappa Coppa del mondo, Scratch (Mosca)
tappa Coppa del mondo, Corsa a punti (Mosca)
Campionati del mondo, Corsa a punti (Melbourne)
Giochi olimpici, Corsa a punti (Atene)
- 2005

Campionati del mondo, Scratch (Los Angeles)
Campionati europei, Omnium endurance (Fiorenzuola)
tappa Coppa del mondo 2005-2006, Corsa a punti (Mosca)
- 2007

Campionati russi, Inseguimento individuale
Campionati russi, Corsa a punti
tappa Coppa del mondo 2007-2008, Inseguimento a squadre (Sydney)

### Strada
- 1999

13ª tappa Grande Boucle (Châteaudun > Mantes-la-Ville)
- 2000

3ª tappa Vuelta a Mallorca
- 2001

1ª tappa Gracia ČEZ-EDĚ (Orlová > Orlová)
3ª tappa Tour de l'Aude (Lézignan-Corbières > Lézignan-Corbières)
7ª tappa, 2ª semitappa Tour de l'Aude (Bram > Limoux)
3ª tappa Baltic Tour
6ª tappa Baltic Tour
Campionati russi, Prova a cronometro
Trophée International
5ª tappa Grande Boucle (Saint-Porchaire > La Roche-sur-Yon)
7ª tappa Grande Boucle (Montmorillon > Bourges)
14ª tappa Grande Boucle (Pierrelaye > Parigi)
- 2002

3ª tappa Vuelta a Castilla y León (Béjar > Linares de Riofrío)
7ª tappa Giro d'Italia (Meda > Meda)
13ª tappa Grande Boucle (Bellac > Civaux)
- 2003

3ª tappa Eko Tour Dookola Polski (Żywiec > Jeleśnia)
4ª tappa Eko Tour Dookola Polski (Łazy > Łazy)
2ª tappa Emakumeen Bira (Kortezubi > Sopela)
3ª tappa, 2ª semitappa Emakumeen Bira (Elorrio > Elgeta, cronometro)
- 2004

Gran Prix International Dottignies
Gran Premio della Liberazione
Campionati russi, Prova a cronometro
7ª tappa Giro d'Italia (Pozzo d'Adda > Oggiono)
- 2006

Trofeo Riviera della Versilia
Campionati russi, Prova in linea
Campionati russi, Prova a cronometro
3ª tappa Giro d'Italia (San Martino al Cimino > Marsciano)
4ª tappa Giro d'Italia (Orvieto > Arezzo)
6ª tappa Giro d'Italia (Serravalle Scrivia > Novi Ligure)

#### Altri successi
- 2001

Classifica a punti Tour de l'Aude
Classifica a punti Grande Boucle
- 2002

Classifica a punti Grande Boucle
- 2003

Classifica a punti Eko Tour Dookola Polski

## Piazzamenti

### Competizioni mondiali
- Campionati del mondo su pista

Hamar 1993 - Velocità: 5ª
Bogotá 1995 - Velocità: 2ª
Manchester 1996 - 500 m: 5ª
Bordeaux 1998 - Corsa a punti: 3ª
Berlino 1999 - Inseguimento individuale: 4ª
Manchester 2000 - Corsa a punti: 3ª
Anversa 2001 - Inseguimento individuale: 2ª
Anversa 2001 - Corsa a punti: vincitrice
Ballerup 2002 - Inseguimento individuale: 2ª
Ballerup 2002 - Corsa a punti: vincitrice
Ballerup 2002 - Scratch: 3ª
Stoccarda 2003 - Corsa a punti: vincitrice
Stoccarda 2003 - Inseguimento individuale: 3ª
Stoccarda 2003 - Scratch: vincitrice
Melbourne 2004 - Inseguimento individuale: 4ª
Melbourne 2004 - Corsa a punti: vincitrice
Melbourne 2004 - Scratch: 3ª
Los Angeles 2005 - Inseguimento individuale: 5ª
Los Angeles 2005 - Scratch: vincitrice
Los Angeles 2005 - Corsa a punti: 2ª
Bordeaux 2006 - Inseguimento individuale: 2ª
Bordeaux 2006 - Scratch: 3ª
Bordeaux 2006 - Corsa a punti: 2ª
P. di Maiorca 2007 - Scratch: 7ª
Manchester 2008 - Corsa a punti: 7ª
- Campionati del mondo su strada

Quito 1994 - In linea Juniores: 10ª
Lisbona 2001 - Cronometro Elite: 13ª
Zolder 2002 - In linea Elite: 6ª
Zolder 2002 - Cronometro Elite: 6ª
Verona 2004 - In linea Elite: ritirata
Madrid 2005 - Cronometro Elite: 23ª
Madrid 2005 - In linea Elite: 37ª
- Giochi olimpici

Sydney 2000 - In linea: 42ª
Sydney 2000 - Cronometro: 23ª
Sydney 2000 - Corsa a punti: 3ª
Atene 2004 - In linea: 3ª
Atene 2004 - Cronometro: 12ª
Atene 2004 - Inseguimento individuale: 6ª
Atene 2004 - Corsa a punti: vincitrice
Pechino 2008 - Corsa a punti: 8ª